# Gary Burghoff
Gary Burghoff (ur. 24 maja 1943 w Bristolu) – amerykański aktor.
W latach 1972–1983 występował w roli kaprala Waltera Radara O’Reilly w serialu M*A*S*H, zrezygnował jednak po ukończeniu siódmego sezonu. Jako przyczynę zerwania współpracy z produkcją podał, że za bardzo utożsamiał się z rolą. Ponadto miał już 40 lat i coraz trudniej mu było grać rolę młodszego, o dwadzieścia lat, mężczyzny.  Jest jedynym aktorem jaki zagrał tę samą rolę w filmie i w serialu.
Za rolę kaprala w serialu M*A*S*H w 1977 roku otrzymał nagrodę Emmy w kategorii „Aktor drugoplanowy”.

## Nagrody
- Nagroda Emmy
  - Aktor drugoplanowy w serialu komediowym: 1977 – M*A*S*H